# Ippolito Sanfratello

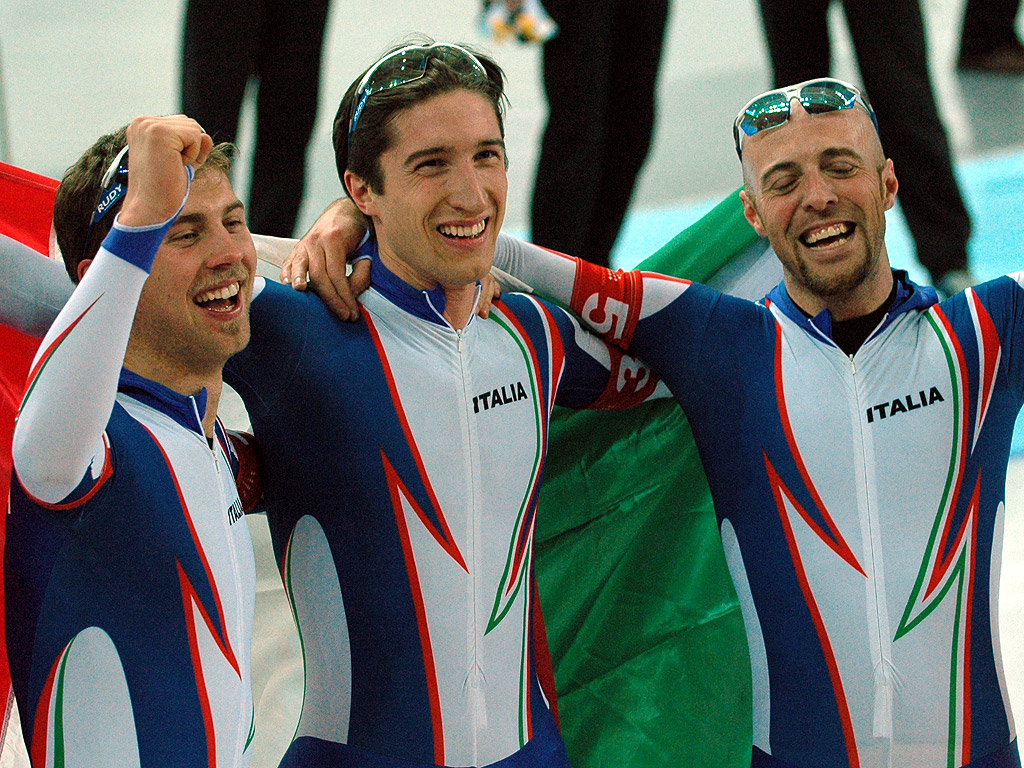
Ippolito Sanfratello (rechts) mit Matteo Anesi und Enrico Fabris bei den Olympischen Winterspielen 2006 nach dem Gewinn der Goldmedaille

Ippolito Sanfratello (* 11. März 1973 in Piacenza) ist ein italienischer Eisschnellläufer und Olympiasieger.

## Karriere
Ippolito Sanfratello ist ein Allrounder, der von 500 bis 10.000 Meter alle Strecken laufen kann. Doch hat er sich eher auf Lang- und Mittelstrecken spezialisiert. Der größte Erfolg seiner Karriere war die Teilnahme an den Olympischen Spielen 2006 in seiner italienischen Heimat in Turin. Im Teamlauf gewann er mit Stefano Donagrandi, Enrico Fabris und Matteo Anesi die Goldmedaille. Außerdem trat er über 1500 Meter (18.), 5000 Meter (14.) und 10.000 Meter (12.) an. Bei den Einzelstrecken-Weltmeisterschaften 2005 in Inzell gewann er nach einem 15. Platz über 5000 Meter mit dem italienischen Team Silber im Mannschaftslauf. Bei der Weltmeisterschaft der Allrounder 2006 in Calgary wurde Sanfratello Siebter. Denselben Rang belegte er in derselben Disziplin im gleichen Jahr auch in Hamar bei den Europameisterschaften.
Sein Debüt im Weltcup gab Sanfratello im Februar 2004 im italienischen Klobenstein (19. über 1000 Meter in der B-Gruppe). Sein bestes und auch bislang einziges Ergebnis unter den Besten zehn erzielte er mit einem siebten Rang über 5000 Meter beim Vorolympischen Weltcup im November 2005 in Turin. Einmal wurde er 2004 im Vierkampf Vizemeister Italiens hinter dem Superstar Enrico Fabris.

## Eisschnelllauf-Weltcup-Platzierungen
Die Tabelle zeigt die erreichten Platzierungen im Eisschnelllauf-Weltcup.
- Platz 1.–3.: Anzahl der Podiumsplatzierungen
- Top 10: Anzahl der Platzierungen unter den ersten zehn

| Platzierung            | 100 m | 500 m | 1000 m | 1500 m | 3000 m | 5000 m | 10.000 m | Team | Gesamt |
| ---------------------- | ----- | ----- | ------ | ------ | ------ | ------ | -------- | ---- | ------ |
| 1. Platz               |       |       |        |        |        |        |          | 1    | 1      |
| 2. Platz               |       |       |        |        |        |        |          |      |        |
| 3. Platz               |       |       |        |        |        |        |          |      |        |
| Top 10                 |       |       |        | 1      |        | 1      |          | 2    | 4      |
| Stand: 4. Februar 2007 |       |       |        |        |        |        |          |      |        |